# Wolfgang Schleidt

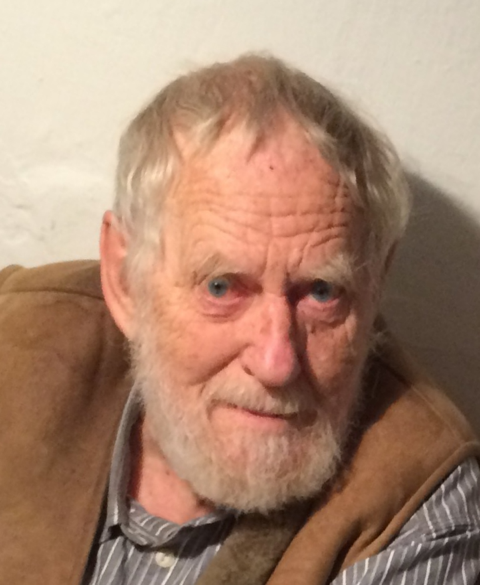
Wolfgang Schleidt (2015)

Wolfgang M. Schleidt (* 18. Dezember 1927 in Wien) ist ein österreichischer Forscher auf dem Gebiet der klassischen Ethologie. Er war Direktor des Konrad Lorenz Instituts für vergleichende Verhaltensforschung der Österreichischen Akademie der Wissenschaften und gilt als einer der Begründer der Bioakustik.

## Leben und Werk
Wolfgang Schleidt wuchs in Wien auf und wurde, kaum 17 Jahre alt, im Sommer 1944 zur Wehrmacht eingezogen. Während eines Luftangriffs im April 1945 verursachte in nächster Nähe eine Explosion ein Schalltrauma, das sein Gehör nachhaltig schädigte. „Das Glück im Unglück: Die Empfindung für Töne am obersten Ende der Tonskala war erhalten geblieben, und durch die Taubheit im darunterliegenden Bereich drangen extrem hohe Töne besonders deutlich durch. Schleidt konnte plötzlich wahrnehmen, was den meisten Menschen verborgen bleibt: Geräusche im Ultraschall.“
Nach Ende des Zweiten Weltkriegs studierte Schleidt in Wien Zoologie und Anthropologie und wurde zu einem der ersten Mitarbeiter der 1945 von Otto Koenig und Lilli Koenig gegründeten Biologischen Station Wilhelminenberg. Zu seinen Aufgaben zählte u. a., einen jungen Turmfalken aufzuziehen, den er mit gefangenen Mäusen füttern musste. Bei gefangenen Rötelmäusen fiel ihm auf, dass sie im Gehege des Falken extrem hohe Töne fiepten, was allerdings weder Otto Koenig noch der damals ebenfalls in Wien studierende Irenäus Eibl-Eibesfeldt zu bestätigen vermochten. Daher entschloss sich Schleidt, eine Apparatur zu konstruieren, mit deren Hilfe er hochfrequente Lautäußerungen in einen für jeden Menschen hörbaren Frequenzbereich umwandeln konnte. So entstand 1949 aus andernorts weggeworfenen Radioteilen sein erster funktionsfähiger Apparat zur Aufnahme und Registrierung hochfrequenter Mäusetöne. Mit Hilfe einer Galtonpfeife konnte er zudem die Reaktion seiner Mäuse auf ein menschengemachtes Signal testen. Ihm gelang der Nachweis, „dass der Ultraschall die Sprache der Mäuse ist, […] dass der Zweck der Fieptöne die Verständigung ist.“ Bis dahin war zwar schon die Echoortung der Fledermäuse bekannt und dass Hunde durch Pfeifen im Ultraschallbereich gelenkt werden können, durch seine 1948 publizierte Fachveröffentlichung Töne hoher Frequenz bei Mäusen öffnete Schleidt aber die Tür zu einem neuen Forschungsgebiet, der Bioakustik. Die Schaltpläne seiner Apparatur wurden zwei Jahre später ebenfalls publiziert. Für seine Doktorarbeit untersuchte Schleidt am Beispiel von Rötelmäusen u. a. angeborene Auslösemechanismen in der Kommunikation von Müttern und ihren Neugeborenen, was ihn rasch zu einem international anerkannten Experten speziell für die Ultraschall-Kommunikation bei Nagern machte.
Nachdem Konrad Lorenz 1948 aus sowjetischer Kriegsgefangenschaft in seine Familienvilla in Altenberg in Niederösterreich zurückgekehrt war, durfte Schleidt dort einziehen und – zunächst unbezahlt – mithelfen, das fünfstöckige Gebäude in ein Zoologisches Institut umzuwandeln. Er konnte seine Studien zum Thema Schallwahrnehmung fortsetzen, widmete sich mit Heinz Prechtl aber auch einer ganz anderen Fragestellung: Wie gelingt es Säugetieren, die Mutterbrust zu finden? Im Mai 1950 beschrieben Prechtl und Schleidt den heute allgemein bekannten „Suchautomatismus (seitliches Pendeln mit dem Kopf)“, ein Verhaltensmuster, das bei Maus, Ratte und Säugling nahezu identisch ist. 1950 wurde Schleidt Wissenschaftlicher Assistent von Konrad Lorenz und baute mit diesem sowie mit Ilse und Heinz Prechtl und Irenäus Eibl-Eibesfeldt zunächst die Max-Planck-Forschungsstelle für vergleichende Verhaltensforschung in Buldern / Westfalen auf und später von 1955 bis 1958 das Max-Planck-Institut für Verhaltensphysiologie in Seewiesen. In Seewiesen war Schleidt jahrelang auch für die Abwicklung vieler „bürokratischer“ Notwendigkeiten zuständig, ihm wird zudem die Erfindung des Ortsnamens Seewiesen für das Gelände am Eßsee zugeschrieben. Schleidt erforschte hier in den folgenden zehn Jahren u. a. mit Hilfe von Attrappen, anhand welcher Merkmale Enten, Gänse und Truthühner Fressfeinde erkennen, und er analysierte die Balzbewegungen der Truthühner. Er veröffentlichte beispielhafte quantitative Untersuchungen angeborener Verhaltensweisen, und seine darauf begründeten Überlegungen betreffend die Rolle von Signalen bei der Erhaltung sozialer Bindungen als „tonische Kommunikation“ fanden besondere Beachtung.
Von 1965 bis 1985 war er Professor an der University of Maryland, College Park und Leiter der ersten ethologischen Forschergruppe an der Ostküste, die sich vor allem mit Bioakustik und Kommunikationsforschung befasste. 1985 kehrte er nach Wien zurück und war bis 1992 Direktor des Konrad Lorenz Instituts für vergleichende Verhaltensforschung der Österreichischen Akademie der Wissenschaften. Seit 1989 war er zudem außerordentlicher Professor an der Universität Wien, stand aber wegen seiner Schwerhörigkeit seit dem Ende des Sommersemesters 2003 den Studenten nur noch per E-Mail zur Verfügung.
Schleidt war ein loyaler „Kumpan“ von Konrad Lorenz und hat sich nach dessen Ableben in der Diskussion um dessen politische Vergangenheit wiederholt zu Wort gemeldet. Schleidts Kritik der vorherrschenden Theorien betreffend die Domestikation der Hunde und sein Hinweis auf die Möglichkeit einer Koevolution von Menschen und Wölfen fand 2003 ein erstaunlich weites Echo.
Als „Privatgelehrter“, wie er sich heute selbst nennt, arbeitet er auf seinem Bauernhof in Moosbrunn, Niederösterreich.

## Schriften (Auswahl)
- W. M. Schleidt: Reaktionen auf Töne hoher Frequenz bei Nagern. In: Die Naturwissenschaften. Band 39, Nr. 3, 1952, S. 69–70 doi:10.1007/BF00596819.
- H. M. Zippelius, W. M. Schleidt: Ultraschall-Laute bei jungen Mäusen. In: Die Naturwissenschaften. Band 43, 1956, S. 502–502. doi:10.1007/BF00632534.
- W. M. Schleidt: Reaktionen von Truthühnern auf fliegende Raubvögel und Versuche zur Analyse ihrer AAM's. In: Zeitschrift für Tierpsychologie. Band 18, 1961, S. 534–560. doi:10.1111/j.1439-0310.1961.tb00241.x.
- D. Burkhardt, W. M. Schleidt, H. Altner: Signale in der Tierwelt. Heinz Moos Verlag, München 1966, ISBN 3-89164-053-6.
- P. H. Klopfer, W. M. Schleidt: Ökologie und Verhalten. Psychologische und ethologische Aspekte der Ökologie. Fischer, Stuttgart 1968.
- W. M. Schleidt: How "fixed" is the fixed action pattern? In: Zeitschrift für Tierpsychologie. Band 36, 1974, S. 184–211. doi:10.1111/j.1439-0310.1974.tb02131.x.
- W. M. Schleidt, J. N. Crawley: Patterns in the behavior of organisms. In: Journal of Social and Biological Structures. Band 3, Nr. 1, 1980, S. 1–15 doi:10.1016/0140-1750(80)90016-0.
- W. M. Schleidt, G. Yakalis, M. Donnelly, J. McGarry: A proposal for a standard ethogram, exemplified by an ethogram of the bluebreasted quail (Coturnix-chinensis). In: Zeitschrift für Tierpsychologie. Band 64, Nr. 3-4, 1984, S. 193–220. doi:10.1111/j.1439-0310.1984.tb00360.x.
- W. M. Schleidt: Learning and the description of the environment. In: T. D. Johnston, A. T. Pietrewicz (Hrsg.): Issues in the ecological study of learning. Lawrence Erlbaum Associates, Hillsdale, New Jersey 1985, S. 305–325.
- W. M. Schleidt (Hrsg.): Der Kreis um Konrad Lorenz. Ideen, Hypothesen, Ansichten. Festschrift anläßlich des 85. Geburtstages von K. Lorenz am 7. November 1988. Paul Parey, Berlin/ Hamburg 1988, ISBN 3-489-63336-9.
- W. M. Schleidt: Imponierende Uniformen: Kleidung als Signal. In: M. Liedtke (Hrsg.): Kulturethologie. Über die Grundlagen kultureller Entwicklungen. Gedenkschrift Otto Koenig. Realis Verlag, München 1994, ISBN 3-930048-05-1, S. 256–281.
- W. M. Schleidt: Epilog: Wer war der Vater der Graugänse wirklich? In: K. Lorenz (Hrsg.): Eigentlich wollte ich Wildgans werden. Aus meinem Leben. Piper, München, Zürich 2003, ISBN 3-492-04540-5, S. 97–122.
- W. M. Schleidt, M. D. Shalter, H. Moura-Neto: The hawk/goose story: The classical ethological experiments of Lorenz and Tinbergen, revisited. In: Journal of Comparative Psychology. Band 125, Nr. 2, 2011, S. 121–133 doi:10.1037/a0022068 und doi:10.1037/a0022068.supp, Volltext (PDF).

## Belege
1. 1 2 3 4  A. Schönberger: Wolfgang Schleidt – Der Tonmeister. In: Alwin Schönberger: Grenzgänger. Österreichische Pioniere zwischen Triumph und Tragik. Brandstätter Verlag, 2015, ISBN 978-3-85033-897-4.
2. ↑  W. M. Schleidt: Töne hoher Frequenz bei Mäusen. In: Experientia: interdisciplinary journal for the life sciences. Band 4, Nr. 4, 1948, S. 145–146, doi:10.1007/BF02164342
3. ↑  W. M. Schleidt: Überlagerungsverstärker für Ultraschall. In: Radiotechnik. Band 26, 1950, S. 11–12.
4. ↑  Heinz Prechtl, W. M. Schleidt: Auslösende und steuernde Mechanismen des Saugaktes. 1. Mitteilung. In: Zeitschrift für Vergleichende Physiologie. Band 32, Nr. 3, 1950, S. 257–262, doi:10.1007/BF00344527
5. ↑  W. M. Schleidt: Tonic communication: Continual effects of discrete signs in animal communication systems. In: Journal of Theoretical Biology. Band 42, Nr. 2, 1973, S. 359–386, doi:10.1016/0022-5193(73)90095-7
6. ↑  W. M. Schleidt, M. D. Shalter: Co-evolution of humans and canids. An alternative view of dog domestication: Homo Homini Lupus? In: Evolution and Cognition. Band 9, Nr. 1, 2003, S. 57–72, Volltext (PDF). Übersetzung ins Deutsche. (Memento vom 19. März 2018 im Internet Archive).
7. ↑  W. M. Schleidt: Is humaneness canine? In: Human Ethology Bulletin. Band 13, Nr. 4, 1998, S. 1–4.
8. ↑  W. M. Schleidt, M. D. Shalter: Dogs and mankind: Coevolution on the move - An update. In: Human Ethology Bulletin. Band 33, Nr. 1, 2018, S. 15–38, Volltext (PDF).

| Personendaten    | Personendaten                                   |
| ---------------- | ----------------------------------------------- |
| NAME             | Schleidt, Wolfgang                              |
| ALTERNATIVNAMEN  | Schleidt, Wolfgang M.                           |
| KURZBESCHREIBUNG | österreichischer Zoologe und Verhaltensforscher |
| GEBURTSDATUM     | 18. Dezember 1927                               |
| GEBURTSORT       | Wien                                            |